# Trupanea stellata
Trupanea stellata
 es una especie de insecto díptero que Fuessli describió científicamente por primera vez en el año 1775.
Esta especie pertenece al género Trupanea de la familia Tephritidae.